# Castelo de Penalva
Castelo de Penalva es una freguesia portuguesa del concelho de Penalva do Castelo, con 27,35 km² de superficie y 1.070 habitantes (2001). Su densidad de población es de 39,1 hab/km².